# لی هوئی-چوئن

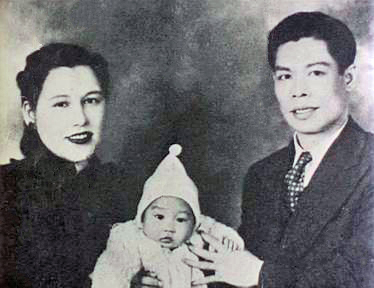
لی هوئی-چوئن به همراه همسر و فرزندش بروس لی

لی هوئی-چوئن (انگلیسی: Lee Hoi-chuen; ۴ فوریهٔ ۱۹۰۱ – ۷ فوریهٔ ۱۹۶۵) خواننده و بازیگر اهل هنگ کنگ بود.
او پدر و استاد بروس لی بود و «تای چی چوان سبک وو» را به پسرش آموخت.